# Abacetus antoinei
Abacetus antoinei là một loài bọ chân chạy thuộc phân họ Pterostichinae. Loài này được Straneo mô tả lần đầu năm 1951 và là loài đặc hữu của Maroc.